# 行政改革会議
行政改革会議（ぎょうせいかいかくかいぎ）は、1996年11月21日から1998年6月30日まで総理府に設置され、当時の橋本龍太郎首相の下で中央省庁再編などについて検討した組織である。最終報告に基づき、中央省庁が再編されることとなった。

## 概要
中央省庁再編などの行政改革が大きな論点の1つとなった1996年10月20日の第41回衆議院議員総選挙後、第2次橋本内閣において、総理府本府組織令の一部改正（平成8年政令第319号）に伴い、1996年11月21日に総理府に設置された。会長には橋本龍太郎首相が自ら就任し、会長代理には総務庁長官兼中央省庁改革等担当大臣、委員には学識経験者ら13人が任命された。行政改革委員会、地方分権推進委員会等の委員長等を委員に任命することによってこれらの委員会等の審議との整合性に配慮した一方、省庁の出身者は委員に選任しなかった。
第1回会議は1996年11月28日に開催され、1998年6月23日の第45回会議まで活動した。その間、関係者などから意見を聴取した上で、1997年9月3日に中間報告を取りまとめ、同年12月3日に最終報告を取りまとめた。最終報告に基づいて中央省庁等改革基本法が成立し、1府22省庁が1府12省庁に統合再編されることとなった。

## 委員
- 芦田甚之助 - 日本労働組合総連合会会長
- 有馬朗人 - 東京大学名誉教授、理化学研究所理事長
- 飯田庸太郎 - 三菱重工業株式会社相談役、行政改革委員会委員長
- 猪口邦子 - 上智大学法学部教授
- 河合隼雄 - 国際日本文化研究センター所長
- 川口幹夫 - 日本放送協会会長
- 佐藤幸治 - 京都大学大学院法学研究科教授
- 塩野谷祐一 - 一橋大学名誉教授、社会保障研究所所長
- 豊田章一郎 - トヨタ自動車株式会社取締役会長、経済審議会会長
- 藤田宙靖 - 東北大学法学部教授
- （事務局長を兼任）水野清 - 内閣総理大臣補佐官
- 諸井虔 - 秩父小野田株式会社取締役相談役、地方分権推進委員会委員長
- 渡辺恒雄 - 読売新聞社代表取締役社長・主筆